# DownThemAll!
DownThemAll! é um gerenciador de downloads e um dos add-ons do Mozilla Firefox. Acelera a velocidade do download, é pequeno, leve e prático de instalar.
A partir da versão Quantum do navegador Firefox, da Mozilla, o DownThemAll se tornou incompatível. Voltando a ser recomendado em novembro de 2019, como Recommended Extension(extensão recomendada) junto ao Add-on do Firefox. Firefox.